# Плерен (Морбиан)
Плерен (фр. Ploeren) — коммуна на северо-западе Франции, находится в регионе Бретань, департамент Морбиан, округ Ван, кантон Ван-2. Пригород Вана, примыкает к нему с запада. Через территорию коммуны проходит национальная автомагистраль N165.
Население (2019) — 6 635 человек.

## Достопримечательности
- Церковь Святого Мартина Турского XV века; на одной из стен церкви есть деревянный порт, на котором изображен популярный сюжет о том, как Святой Мартин разрезал свой плащ пополам и разделил его с раздетым человеком
- Часовня Нотр-Дам XV века

## Экономика
Структура занятости населения:
- сельское хозяйство — 1,1 %
- промышленность — 9,9 %
- строительство — 12,4 %
- торговля, транспорт и сфера услуг — 53,4 %
- государственные и муниципальные службы — 23,2 %

Уровень безработицы (2018) — 9,3 % (Франция в целом — 13,4 %, департамент Морбиан — 12,1 %). 

Среднегодовой доход на 1 человека, евро (2018) — 24 490 (Франция в целом — 21 730, департамент Морбиан — 21 830).

## Демография
Динамика численности населения, чел.

## Администрация
Пост мэра Плерена с 2012 года занимает Жильбер Лоро (Gilbert Lorho). На муниципальных выборах 2020 года возглавляемый им правый блок одержал победу в 1-м туре, получив 67,99 % голосов.
| Период | Период | Фамилия        | Партия                               | Примечания                                                  |
| ------ | ------ | -------------- | ------------------------------------ | ----------------------------------------------------------- |
| 1971   | 1983   | Пьер Ле Дуарен |                                      |                                                             |
| 1983   | 1995   | Реми Тюаль     |                                      | преподаватель центра подготовки                             |
| 1995   | 2001   | Жозеф Аллано   | Объединение в поддержку Республики   | полковник в отставке, член Генерального совета департамента |
| 2001   | 2012   | Корантен Илли  | Социалистическая партия Разные левые | заместитель директора отделения фонда семейных пособий CAF  |
| 2012   |        | Жильбер Лоро   | Разные правые                        | руководитель отделения налоговой службы                     |

## Побратимы
- Ланд Вюрстен, сообщество коммун в земле Нижняя Саксония, Германия

## Галерея

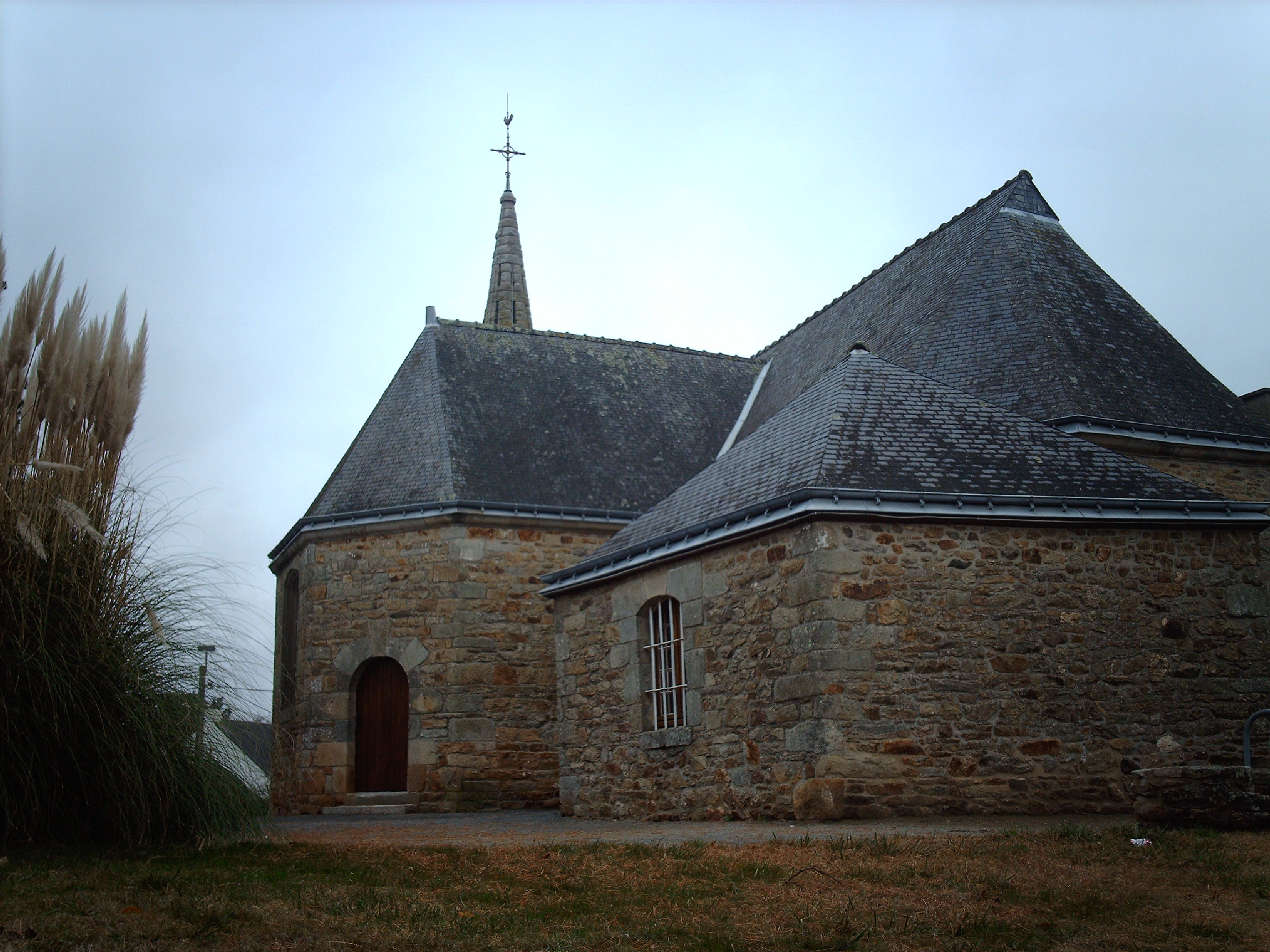
Церковь Святого Мартина
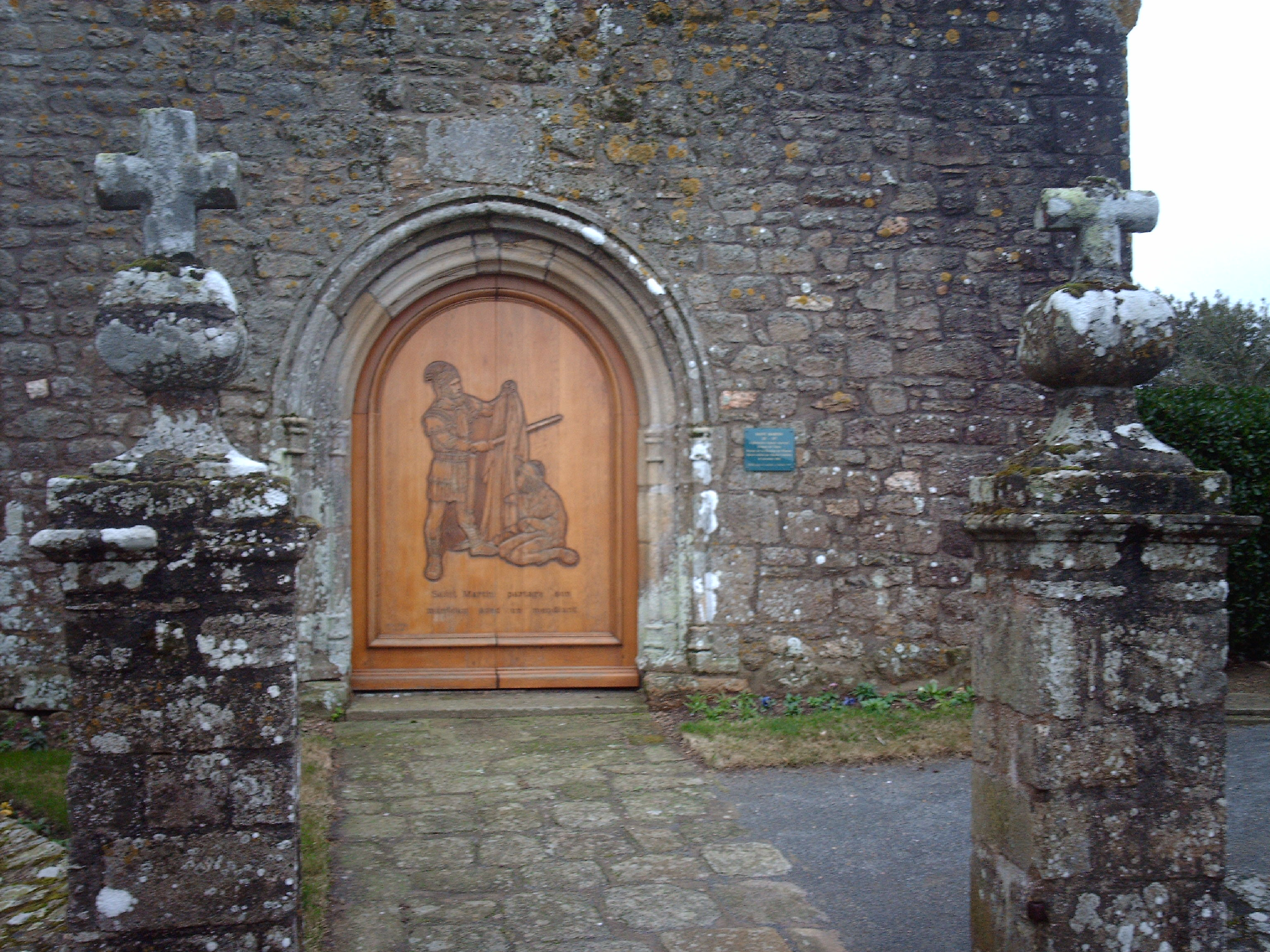
Святой Мартин делит свой плащ